# Никитин, Всеволод Вячеславович
Всеволод Вячеславович Никитин (род. 5 июля 2003, Инта, Республика Коми) — российский хоккеист, нападающий.

## Биография
Уроженец Инты, занимался хоккеем в «Олимпе» (Воркута). С октября 2014 года — в петербургской школе «Серебряные львы», со следующего года вошедшей в систему СКА. С 2020 года — в системе «Северстали», игрок команд МХЛ «Алмаз» и НМХЛ «Металлург». В октябре 2024 года дебютировал за «Северсталь» в КХЛ. В сезоне 2024/25 стал играть за «Северсталь» и «Дизель» в ВХЛ.